# Georg von Waldenfels (Staatsmann)
Georg von Waldenfels (* vor 1440; † 1491 oder 1492) war ein brandenburgischer Staatsmann, der als enger Berater der Kurfürsten Friedrich II. und Albrecht Achilles auftrat, wichtige diplomatische Verhandlungen führte und als Kammermeister und zeitweise als Landvogt hohe Ämter ausübte. 1470 war er Statthalter der Mark Brandenburg. In der Gunst des Kurfürsten erwarb er umfangreichen Landbesitz.

## Leben und Wirken
Georg stammte aus der Familie von Waldenfels. Sein Vater trug den in der Familie gemehrt vorkommenden Namen Caspar. Seine Söhne waren Georg, Fritz und Caspar. Die Familie war mit Friedrich I. in die Mark gekommen und stand ihm auch durch die Verbindung seiner Tochter Margarete mit Martin von Waldenfels sehr nahe. Der Genealoge Johann Gottfried Biedermann behandelt diese brandenburgische Linie nicht, ihm ist nur Martin von Waldenfels bekannt.
Georg wird 1440 erstmals urkundlich erwähnt. In der gesamten Regierungszeit von Friedrich II. war er dessen Kammermeister, darüber hinaus war er kurzzeitig Landvogt der Neumark und 1459–1461 der (Nieder-)Lausitz und führte außerdem wichtige diplomatische Verhandlungen. Er war Mitglied im Schwanenorden. Vom Kurfürsten wurde er großzügig entlohnt, so erhielt er die alte Berliner Residenz als freies Burglehen zum Geschenk und das Amt Plaue als Erblehen. Georg baute eine Brücke über die Havel, die mit umfassenden Zollgerechtigkeiten ausgestattet wurde. Weitere Erwerbungen machten ihn zu einem der reichsten Grundbesitzer Brandenburgs. Frühzeitig eingeweiht in die Abdankungspläne Friedrichs II. zählte er anschließend auch zu den engeren Beratern Albrecht Achilles. Er wurde zu einem von elf Statthaltern der Mark Brandenburg für den Markgrafen und ab Oktober 1470 neuen Kurfürsten Albrecht Achilles, der sich in Geschäften auf der Plassenburg aufhielt, ernannt, solange dieser nicht im Land war. Er trat als Vermittler in der Ehe zwischen Friedrich von Liegnitz und Ludmilla von Podiebrad auf.
Zum Hauptzweig der Familie um Lichtenberg hielt er regen Kontakt und vermittelte bei Streitigkeiten. An der Waldenfelser Fehde beteiligt er sich durch einen Überfall auf Nürnberger Kaufleute bei Frankfurt an der Oder.
Die aufgebauten brandenburgischen Besitzungen der Familie gingen in Streitigkeiten mit dem Kurfürsten Joachim, u. a. in der Minckwitzschen Fehde, weitgehend wieder verloren.